# La Pompe moderne
La Pompe moderne est un projet musical mené de 2007 à 2011. Il s’agit d’un groupe de reprises "à la manière de" Georges Brassens. Le groupe revendiquait « un point de vue aussi tendre qu’ironique sur la musique de masse, à travers la figure enfin désacralisée d’un Brassens débarrassé de son costume de grand chanteur français ».

## Historique
Début 2007, La Pompe Moderne crée un compte myspace. On y entend des reprises de Diam's, IAM, ou La Compagnie créole. Nombre d’écoutes record, les mails abondent, dont notamment une invitation de l’émission la Nouvelle Star, que le chanteur décline en précisant qu’il est plutôt une ancienne star. À la fin de l’année, un premier EP composé de 4 titres sort sur le label Les Disques Bien, distribué par Abeille Musique, intitulé Plus dur, meilleur, plus rapide, plus fort, dont la chanson titre est une traduction d’un morceau de Daft Punk, qui se révèle être en français un hymne au travail.
La sortie du disque ne se fait pas sans peine ; La Pompe Moderne s’appelait précédemment The Brassens. Alors que la sortie du disque est annoncée depuis des mois, c’est le jour même où les disques sont mis en bacs dans toute la France que The Brassens reçoit un recommandé d’Universal demandant de changer de nom, au nom de la propriété intellectuelle. Les disques doivent être retirés de la vente, le disque est repressé, le groupe se rebaptise La Pompe Moderne. De Libération jusqu’au magazine Elle, la presse va parler du phénomène, ainsi que des radios ; Laurent Ruquier fait un sujet sur le groupe. Le EP s'est vendu a environ 3 000 exemplaires à ce jour.
Un concert est donné le 23 octobre 2008 dans une salle rock de la scène parisienne, La Maroquinerie. Sont présents sur scène Véro de Champigny à la batterie, Léonard de Veni Vedi Vinci à la basse, Le Pyromane aux clarinettes et au clavier, et Mustafa Lafayette au saxophone et « synthés analogiques Baudelairiens ». La Pompe Moderne délivre une relecture très personnelle de la musique populaire des trente dernières années, où se mêle chanson, slam, free-jazz, teintés d’humour. Cette expérience incite La Pompe Moderne à ne pas en rester là. En 2009, sort l’album Greatest Hits, qui est l’enregistrement de ce concert. Armé d’un tourneur, le groupe est en tournée en 2009 et 2010. Leur répertoire continue de s'enrichir de nouveaux morceaux, français ou étrangers.
La Pompe Moderne a fait des reprises comme DJ de Diam's, ou du Harder, Better, Faster, Stronger des Daft Punk.

## Politique
À La Maroquinerie, le groupe présenta un pot-pourri de droite nommé Antisociaux, où un certain nombre de chanteurs ayant soutenu la droite récemment sont "renvoyés à leurs contradictions" en étant confronté au moment du refrain à l’hymne révolté de Trust. Dans une tournée, inaugurée au 3 Baudets (lieu où Brassens commença sa carrière dans les années 1950), une réponse au C’est Du Lourd d’Abd Al Malik, où "Georges", dirigeant son groupe comme un chef d’orchestre de sound-painting, remplace simplement le texte du slammeur par des brèves de la presse, évoquant ainsi de sérieux problèmes de l’actualité. Une façon d’interpeller les chanteurs « engagés » sur la nécessité de bien choisir leurs cibles ?

## Les musiciens
La formation comprend de nombreux musiciens, formant une sorte de collectif mouvant. On peut signaler outre les musiciens précédemment cités, la présence de Giulietta passodoble aux synthés sur un enregistrement inédit, Pull Marine, ou les apparitions d’Arielle Dombasle au hautbois et de Jean-Mi à la clarinette, pour un live dans l’émission Minuit Dix, sur France Culture, le 16 janvier 2009.

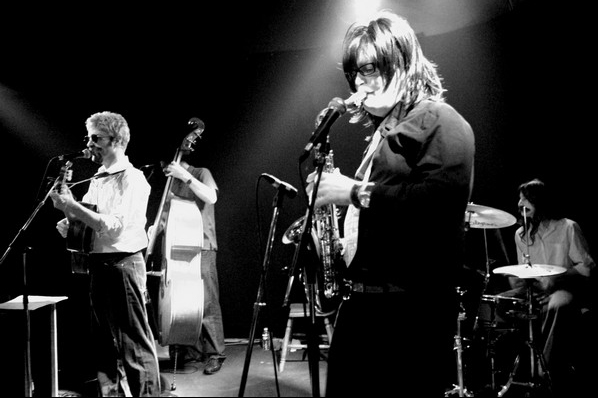
[Le MIA, 2007]
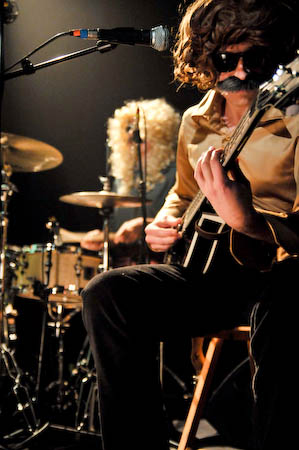
[Leonard et Vero]

## Discographie
- Plus Dur, Meilleur, Plus Rapide, Plus Fort, EP 4 titres, Les Disques Bien, 2007
- La musique de Paris Dernière vol 6, Naive 2008
- Greatest Hits (album live), Les Disques Bien, 2009